# Шакинское сельское поселение
Ша́кинское се́льское поселе́ние — муниципальное образование в составе Кумылженского района Волгоградской области.
Административный центр — хутор Шакин.

## История
На основании решения Сталинградского облисполкома от 15 ноября 1960 года № 18/617,  в связи с упразднением Подтелковского района,  в состав Кумылженского района было перечислено четыре сельсовета:
1. Букановский сельсовет,
2. Остроуховский сельсовет,
3. Слащевский сельсовет,
4. Шакинский сельсовет.

Шакинское сельское поселение образовано 14 февраля 2005 года в соответствии с Законом Волгоградской области № 1006-ОД.

## Население
| 2010 | 2012 | 2014 | 2015 | 2016 | 2017 | 2018 |
| ---- | ---- | ---- | ---- | ---- | ---- | ---- |
| 757  | ↘616 | ↗718 | ↘712 | ↘690 | ↘666 | ↘655 |
| 2019 | 2020 | 2021 |      |      |      |      |
| ↘633 | ↘609 | ↘595 |      |      |      |      |

## Состав сельского поселения
| № | Населённый пункт | Тип населённого пункта        | Население |
| - | ---------------- | ----------------------------- | --------- |
| 1 | Дубовский        | хутор                         | 23        |
| 2 | Калинин          | хутор                         | 4         |
| 3 | Краснополов      | хутор                         | 95        |
| 4 | Шакин            | хутор, административный центр | 635       |